# 智利極南地區
智利極南地區（西班牙語：Zona Austral）是智利的五個傳統地理區域之一。該地區位於智利最南端，南緯43度線以南的區域，範圍包括伊瓦涅斯將軍艾森大區與麥哲倫-智利南極大區，面積312,785.5平方公里，人口269,691（2017年）。（或以查考海峽為界，包含湖大區南部。）
極南地區地形崎嶇、寒冷且多山。大部分景觀由山脈、冰川、峽灣和島嶼組成，包括火地島和合恩角的智利部分。為智利五個自然地區中面積最大但人口最少的地區，主要城市為蓬塔阿雷納斯、科伊艾克。
- 格雷冰川（英语：Grey Glacier）
- 百內國家公園
- 旁塔阿雷納斯